# Verband für Popkultur in Bayern
Der Verband für Popkultur in Bayern e.V. (VPBy), bis 2011 „Arbeitsgemeinschaft Bayerischer Musikinitiativen e.V.“ (ABMI), ist ein Szenenetzwerk von ca. 50 Clubs, Festival-Veranstaltern, Musikinitiativen und Kommunen. Seit 1989 tritt es unter der Corporate Identity Rock.Büro SÜD als Dienstleister für die Musikszene, Behörden, Medien und Wirtschaft auf und engagiert sich als Interessenvertretung für Popkultur in Bayern.
Über Sponsoring-Partnerschaften konnten hunderte Club-Events und drei CD-Produktionen mit einer Gesamtauflage von 450.000 CDs realisiert werden konnten. Der Verband ist Mitglied im Bayerischen Musikrat.
Seit 1991 verleiht das Rock.Büro SÜD außerdem jedes Jahr den Bayerischen Rockpreis Pick Up und leitet zudem verschiedene Qualifizierungsangebote und Projekte. Das Bayerische Staatsministerium für Wissenschaft, Forschung und Kunst, das die Stelle eines Geschäftsführers im Rock.Büro finanziert, bezeichnet das Rock.Büro als „öffentlich zugängliche, zentrale Anlaufstelle mit qualifizierter Beratungsfunktion“ und empfiehlt im Bayerischen Musikplan dessen Stärkung.

## Angebote des Rock.Büros SÜD
- Veranstalterseminar: Zweimal jährlich veranstaltetes, viertägiges Kompaktseminar für Veranstalter und Event-Agenturen aus ganz Deutschland.[8]

- Go Professional: Workshopreihe, die seit der Jahrtausendwende Musiker und Musikinteressierte in dutzenden Abendworkshops zu allen relevanten Themenbereichen der Musikbranche informiert.[9]

- BY-on: Förderprojekt für Top-Künstler aus Bayern, das mit Hilfe der Staatskanzlei, der Unterstützung von Medien wie Bayern 3 und PPV-Verlag sowie Profis von bayerischen Plattenfirmen und Konzertveranstaltern gestartet wurde.[10]

- Ohura: Bayernweites Musikförderprojekt, das seit 1996 Mädchen und junge Frauen in jährlich über 50 Workshops an die Materie Musik und Medien heranführt.[11]

- Beam Me Up: Berufsorientierendes Schulprojekt, das Haupt- und Realschulklassen mit dem Transportmittel Musik/Medien an den Berufsalltag heranführt.[12]

- Take Off: Kooperationsprojekt zwischen VPBy, Kontrapunkt e.V., und Euro-Trainings-Centre ETC mit Partnern in der Metropolregion Lyon und Dublin, um benachteiligten Jugendlichen die Möglichkeit zu geben, Auslandserfahrungen zu sammeln, Sprachkompetenz zu fördern, berufliche und soziale Handlungskompetenzen zu erweitern und sich auf diese Weise auf aktuelle Anforderungen des Arbeitsmarktes vorzubereiten.[13]

- Roadrunner: Bandaustauschprojekt, bei dem sich zwei stilistisch passende Newcomer-Bands zu „Hin- und Rückspiel“ zusammenfinden, um den Sprung aus der Heimatregion heraus zu schaffen.